# Entrecastèus
Entrecastèus (en francès Entrecasteaux) és un municipi francès situat al departament del Var i a la regió de Provença – Alps – Costa Blava.

## Demografia
| 1962                                       | 1968 | 1975 | 1982 | 1990 | 1999 | 2006  |
| ------------------------------------------ | ---- | ---- | ---- | ---- | ---- | ----- |
| 458                                        | 483  | 472  | 527  | 709  | 863  | 1.016 |
| Des de 1962: població sense dobles comptes |      |      |      |      |      |       |

## Administració
| Període   | Identitat      | Partit |
| --------- | -------------- | ------ |
| 1995-2008 | Paul Pourrière |        |
| 2008-     | Romain Debray  |        |